# わう*アニ HOTレビュー
わう＊アニ HOTレビュー（わうアニ ホットレビュー）は、かつて日本の衛星放送局であるWOWOWが配信していたインターネットラジオ番組。

## 番組内容
2006年5月2日よりWOWOWのインターネットラジオAZステーションで配信していたが、2008年6月のAZステーション終了以後は独自ブログから配信していた。
毎週水曜日更新だったが、2008年10月8日から隔週更新。WOWOWアニメについての話題を中心にしているが、アニメ業界全般についての言及もあり、番組冒頭での紹介の通り「実は意外と何でもありな」アニラジ番組。WOWOWアニメ作品の出演声優やスタッフをゲストに迎えることもあった。
3代目女性パーソナリティの木川絵里子が体調不良により番組を降板してからは代理のパーソナリティを固定せず、毎回ゲストパーソナリティと小林による番組進行となった。

### コーナー紹介
1week review（ワンウィークレビュー）
1週間に起こったアニメ業界関連のニュースを、評論を交えて紹介する。パーソナリティ個人の近況も合わせて伝える。
HOT review（ホットレビュー）
その週にWOWOWで放送されたアニメ番組の内容について語る。さらに、パーソナリティが個人的に選んだ場面を"HOT SPOT"（ホットスポット）として取り上げる。

## パーソナリティ
パーソナリティ
- 小林治

過去のパーソナリティ
- 原田まり（第10回まで）
- 谷井あすか（第13回から第103回まで）
- 木川絵理子（第104回から第126回まで）